# Оркестровый джаз
Оркестровый джаз (англ. orchestral jazz), или симфоджаз (англ. symphonic jazz) — вид неакадемической музыки, которая характеризуется сочетанием элементов академической оркестровой музыки с элементами джаза (ритмика, гармония, инструментарий). Понятие ввёл американский дирижёр и скрипач Пол Уайтмен, первым включивший в аранжировки оркестровых произведений джазовые элементы. В России XX века более распространён термин «симфоджаз» (иногда в орфографии «симфо-джаз»), заимствованный от англ. symphonic jazz, с тем же значением. Симфоджаз, зародившийся в США в 1920-х годах, считается предшественником творческой концепции третьего течения (конца 1950-х и 1960-х годов).

## Стилевые особенности
Наиболее заметные переходы от новоорлеанского и чикагского стилей джаза к оркестровому джазу включали переход от полифонии к гомофонии, расширение музыкальных инструментов в оркестре, переход из коллективной импровизации на заранее аранжированные композиции. До 1930 года биг-бенды состояли из труб, тромбонов, саксофонов или кларнетов, а ритм-группа состояла из тубы, банджо, фортепиано и барабанов.
Ранние биг-бэнды обычно играли популярные песни с 32 тактами или блюз с 12 тактами, которые были организованы вокруг традиционного джазового двухтактного грува; однако по мере развития жанра биг-бэнда четырёхдольный свинговый ритм стал его наиболее существенным изменением. Частично это было связано с изменением инструментовки ритм-секции и включением струнного баса, а также заменой банджо гитарой. Окончательно, музыкальные аранжировки, организовавшие игру ансамбля, были основаны на «риффовом подходе», в котором использовались головные аранжировки. В головных аранжировках используется типичный для афроамериканской музыки пропоста и риспоста; каждая оркестровая часть гармонирует с определённым риффом, отвечая на фразы других частей. Оркестровые джазовые пьесы, таким образом, логически развивались через напряжение, построенное и высвобожденное гармонической связью многослойной игры[неоднозначно].

## История
В 1892 году чешский композитор-романист Антонин Дворжак прибыл в Нью-Йорк, чтобы занять должность директора в Национальной консерватории Америки. Его целью стало желание заинтересовать и вдохновить молодых композиторов применять в оркестровой музыке мотивы мелодий американских индейцев и афро-американских общин. Композитор полагал, что будущая музыка этой страны должна быть основана на мелодиях этнических групп. Они могут стать основой новой серьёзной и оригинальной школы композиции, которая будет разработана в Соединенных Штатах Америки. В декабре 1893 года в Карнеги-холле состоялась премьера «Симфонии № 9 ми минор „Из Нового Света“» Дворжака, которая отражала идеи автора и положила начало оркестровому джазу.
Афроамериканские музыканты из Нового Орлеана, штата Луизианы, являвшиеся пионерами джаза, объединялись в ансамбли, и в поисках заработка стали мигрировать в Чикаго и Нью-Йорк, принеся джазовую музыку на север США в начале 20-х годов XX века. Спустя время афроамериканский квартал Харлем в Манхэттене стал культурным центром жанра.
Считается, что первым произведением оркестрового джаза была опера Джорджа Гершвина «Голубой понедельник» (англ. Blue Monday) как попытка создать новое звучание в 1922 году, предшествующая более известному джазовому балету Дариюса Мийо «Сотворение мира» (фр. La création du monde). Самым известным оркестровым джазовым произведением, которое часто считают первым таким произведением, была «Рапсодия в стиле блюз» (англ. Rhapsody in Blue) Гершвина 1924 года.
Оркестровый джаз музыкально отличался от своего южного предшественника — традиционного джаза (диксиленда) бо́льшим размером оркестров, что создавали определённое богатство звука; за структурой оркестровый джаз был более сложным; в то время как джаз Нового Орлеана характеризовался коллективной импровизацией и спонтанной переинтерпретацией стандартных мелодий, что были сочинены и аранжированы до выступления и на котором они были исполнены. Напряжённый, грубый стиль новоорлеанского джаза не пользовался такой же популярностью, как сравнительная сдержанность оркестрового джаза; в частности, во многом способствовала его популярности реализация размеренного ритма в мелодиях. Джимми Блэнтон и Уолтер Пейдж, которым приписывают разработку партии блуждающего баса, — такой ритм стал желаемым для танцевальной публики, а четыре доли в такте — джазовым стандартом.

### Пол Уайтмен, Флетчер Хендерсон и Дон Редман
В начале 20-х годов «Королем джаза» стал Пол Уайтмен — музыкант с классическим образованием из Денвера. До того, как стать бальным руководителем оркестра в Пале-Рояль, Уайтмен играл на скрипке в Нью-Йорке, а также в Денверском городском оркестре и симфоническом оркестре Сан-Франциско. Наиболее известно выступление Уайтмена в Эоловом зале 12 февраля в 1924 году, которое часто называется событием перехода джаза из народной музыки в форму искусства. Зрелищность и инновации, которые продемонстрировал Уайтман, принесли ему прозвище «Король джаза». То, что Уайтмен, будучи белым человеком, построил карьеру на джазе (имеющем афроамериканское происхождение) заставило многих критиков усомниться в подлинности его творчества и даже счесть его эксплуататорским. Несмотря на это, многие современники Уайтмена хвалили его и хотели повторить его успехи.
Идея объединения симфонической и джазовой музыки быстро распространилась среди других известных музыкантов-современников Уайтмена, среди которых были Флетчер Хендерсон и Дон Редман, внеся наибольший вклад в развитие оркестрового джаза. Сотрудничество Хендерсона с Редманом оказало огромное влияние на развитие оркестрового джаза, в частности — на переход от симфонических аранжировок Уайтмена к биг-бэнду — большому джазовому оркестру, состав которого поделился на четыре секции: деревянные духовые (саксофоны и кларнеты), трубы, тромбоны и ритм-группы. Это стало базовой структурой для биг-бэндов, которые обычно состоят из четырёх труб, четырёх тромбонов, пяти саксофонов и ритм-группы (фортепиано, бас-гитара, гитара и барабаны).
Дон Редман разработал концепцию пропосты и риспосты в оркестровом джазе, сопоставив два основных хора духовых и клавишных инструментов в своих аранжировках. Аранжировки новоорлеанских и чикагских джазовых пьес, сделанные Редманом, переосмыслили музыкальный потенциал джаза, отметив переход от коллективной импровизации и полифонических джазовых мелодий к гораздо более широко потребляемым гомофонным композициям, характерным для оркестрового джаза. Одной важной тенденцией было увлечение танцами в 20-30-е годы; самыми успешными группами той эпохи были те, которые удовлетворяли желание своей публики танцевать. Оркестр Флетчера Хендерсона играл в бальном зале Роузленд в начале 20-х; в его репертуар входили не только классическая джазовая музыка, но и вальсы, так как учитывались желания посетителей Роузленда. Внимание Хендерсона к своей аудитории указывает на важность развлечения публики при исполнении разнообразного джаза, что позволило композитору органично сочетать два музыкальных жанра (джаз и поп) в большинстве выступлений.
В то время как Уайтмен продолжал писать и исполнять большое количество популярной музыки, другие биг-бэнды, такие как оркестр Хендерсона, перешли в свинг и развивались уже в нём.
Благодаря этому переходу у Хендерсона и Редмана появился подход к музыкальным инновациям, совершенно отличный от подхода Уайтмена, который прочно укоренился в джазовой традиции. В частности, дуэт использовал спонтанность и виртуозность импровизации, столь неотъемлемую часть джаза как уникального музыкального жанра. Работы Редмана сохранили баланс между аранжированными пассажами и импровизацией и продемонстрировали лучшие музыкальные таланты той эпохи. Оркестр Хендерсона представлял собой множество виртуозных музыкантов, в том числе, в разное время там играли одни из лучших джазовых солистов всех времен. Среди них были Луи Армстронг, Коулмен Хокинс, Рой Элдридж, Бенни Картер, Лестер Янг и Чу Берри и др. После того, как Флетчер Хендерсон и Дон Редман прекратили своё сотрудничество в 1927 году, Хендерсон в 1931 году стал сочинять музыку. Он знакомился с элементами композиций старых джазовых пластинок и записывал их для полного оркестра.

### Дюк Эллингтон
По мере того, как джаз и популярная музыка развивались в тандеме, жанры переместились из отдельных сфер и стали более тесно связаны с популяризацией свинга. Биг-бэнды открыли эру свинга, начавшуюся в начале 30-х годов, что стало кульминацией коммерческого джаза, который был тщательно оркестрован. Эта разновидность джаза была гораздо более коммерчески удобоваримой, чем когда-либо прежде, поскольку она была предназначена для того, чтобы заставить слушателей танцевать.
Однако эта популяризация джаза не привела к его разбавлению или ущербу. Действительно, биг-бэнд 20-х и 30-х годов давал необходимые выходы для реализации наследия как Уайтмена, так и Хендерсона. Это, вероятно, лучше всего воплотилось в карьере самого плодовитого джазового композитора Дюка Эллингтона. Широко известный своим потрясающим музыкальным чутьем, Эллингтон начал композиторскую карьеру в возрасте 14 лет. Он продолжал сочинять огромное количество музыки, записываться на тысячи записей и выступать на протяжении почти пяти десятилетий.
Тонкости композиции Эллингтона делают музыкальное искусство продуманным и сложным, но одновременно приятным для слуха. Вклад Эллингтона в джаз неоценим, и, как показывает известность, которую он получил в середине 20-х годов, этот жанр больше всего обязан ему тем, что он поднял оркестровый джаз на вершину. Ни один другой артист не умел так хорошо использовать джазовые элементы, как Эллингтон, хотя Хендерсон и Редман пытались, и так же легко с большим оркестром. Многие композиции Эллингтона были написаны для конкретных участников его группы, подчеркивая их индивидуальные таланты и полагаясь на их вклад в развитие его звука. В его оркестре будут играть такие музыканты, как Джонни Ходжес, Бен Вебстер, Джимми Блэнтон, Хуан Тизол, Кути Уильямс, Гарри Карни, а также станет свидетелем почти тридцатилетнего сотрудничества с композитором, аранжировщиком и пианистом Билли Стрейхорном . Карьера Эллингтона, в конечном счете, обычно упоминается как кульминация золотой эры джаза, так называемой эпохи джаза и эры свинга.

### Каунт Бейси
Каунт Бейси был одной из самых значительных фигур в истории свинга, внёс большой вклад в развитие оркестрового джаза. Прибыл в Канзас-Сити, штат Миссури в 1927 году, изначально выступая с Уолтером Пейджем и Бенни Мотеном в Нью-Йорке. Его оркестр возник после смерти Мотена под названием «Barons Of Rhythm» из 9 участников этот состав Каунта Бэйси начинает работать в «Reno Club» в Канзас-Сити, а уже через год меняет название на «Count Basie Orchestra». Туда вошли многие выдающиеся участники, включая Лестера Янга, Джо Киза, Орана Пейджа, Бастера Смита, Эрла Уоррена, а позже Иллинойса Жаке, Пола Гонсалвеса и Лаки Томпсона.
Оркестр был хорошо известен своей ритм-группой впоследствии определив звучание современных биг-бэндов. Джо Джонс был одним из первых барабанщиков, перенесших роль метронома с большого барабана на тарелки хай-хэта. Фредди Грин разработал собственный стиль игры на гитаре, в котором аккорды играются по четыре такта с небольшим приглушением звука. Благодаря работе с аранжировщиками Нилом Хефти, Куинси Джонсом и Сэмми Нестико оркестр Каунта Бейси обрёл популярность среди джазовой музыки.

## Оркестровый джаз в XXI веке
В 2005 году американская джазовая группа Pat Metheny Group записали альбом «The Way Up», завоевавший премию «Грэмми» за лучший альбом современного джаза. По замыслу авторов, пластинка обладала оркестровым звучанием. Эта запись оказала влияние на популярность оркестрового джаза в современной музыке. Также совместная запись «Sylva» популярной джазовой группы Snarky Puppy и джаз-поп оркестра Metropole Orkest в 2015 году получила премию «Грэмми» за лучший инструментальный альбом.

## Оркестровый джаз в России

### Джаз в СССР
Первый джазовый ансамбль был организован в конце августа 1922 года в Москве, а уже 1 октября в Большом зале Государственного института театрального искусства и с большим успехом состоялось первое его выступление. Незадолго до первого выступления первого в СССР джаз-ансамбля поэт Валентин Парнах опубликовал несколько статей о джазовой музыке и, фактически, стал основоположником советского джаза, первым привлёкшим к ней общественное внимание.
В 1927 году в Москве и Ленинграде были созданы большие оркестры под руководством Александра Цфасмана («АМА-джаз») и Леопольда Теплицкого, которые положили начало профессиональному джазу в СССР. За год до этого Теплицкий по указанию Наркомпроса РСФСР, с намерениями детально познакомиться с джазовой музыкой, побывал в Нью-Йорке и Филадельфии. Музыкант был сильно впечатлён концертами оркестра Пола Уайтмена. Вернувшись в Ленинград и став во главе большого джазового оркестра, созданного из высококвалифицированных музыкантов, Теплицкий опирался на музыку Уайтмена.
В 1929 году в Ленинграде создаётся «Ленинградская джаз-капелла» под управлением Георгия Ландсберга и Бориса Крупышева. Кроме зарубежных пьес, «Джаз-капелла» включала в программу концертных выступлений произведения работавших в области джаза молодых советских авторов — Алексея Животова, Генриха Терпиловского, Николая Минха и др., внеся значительный вклад в развитие советского джаза.
В марте 1929 года состоялась премьера «ТЕА-джаза», организованного актёром Леонидом Утёсовым и трубачом Яковом Скоморовским. Утёсов исполнял роль конферансье, музыканта с редкими инструментами и танцора. Члены его группы являлись труппой актёров, владеющих разными инструментами. В «ТЕА-джаз» включались в программу эстрадные номера, песни, танцы, скетчи и т. д., выступления строились по определённому сценарию. Эстрадные выступления представляли собой переработанные мелодии, народные частушки и шутливые песни, последним которым был присущ фольклорный оттенок на советскую, русскую, украинскую и еврейскую тематики, что позволяло беспрерывно удерживать внимание публики. Оркестр, вместе с автором музыки для «ТЕА-джаза» Исааком Дунаевским в кратчайшие сроки завоевали популярность во всём Советском Союзе.
В мае 1934 года в летнем театре московского парка ЦДКА состоялась премьера программы Александра Варламова. Отличительной чертой оркестров Варламова были собственные аранжировки, организованные с большим мастерством. Джаз Варламова отличался высоким профессионализмом, хорошим вкусом и музыкальностью. Эти качества, отмеченные в первых же рецензиях на выступления коллектива, позволили ему стать одним из лучших джазовых ансамблей.
В 1938 году в Москве был создан Государственный джаз-оркестр СССР под руководством Матвея Блантера и Виктора Кнушевицкого.
В эти годы репертуар джаз-оркестров постепенно расширяется за счет произведений советских композиторов. В исполнении оркестров звучат джазовые сюиты Дмитрия Шостаковича, Алексея Животова, рапсодии Исаака Дунаевского, пьесы Генриха Терпиловского, Георгия Ландсберга, Николая Минха, Юлия Хайта, Александра Варламова, Льва Шварца, Александра Цфасмана, Леонида Дидерихса, Дмитрия Покрасса, Даниила Покрасса и др.
Со временем советское джазовое искусство завоёвывало всё большую популярность.

#### Джаз во время Второй мировой войны

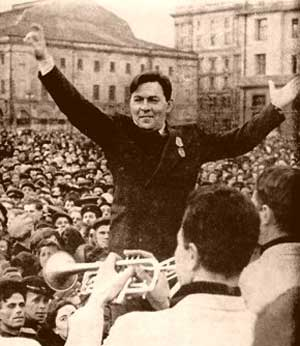
Выступление на площади Свердлова в Москве Госджаза РСФСР под управлением Леонида Утёсова 9 мая 1945 года

В годы Великой Отечественной войны джазовые оркестры выезжали на фронт, в кратчайшие сроки подготавливая свои новые программы, в то время в основном состоявшим из патриотических песен. Джазовая музыка своей жизнеутверждающей музыкой укрепляла моральный дух советских граждан и вселяло в них оптимизм для победы над нацизмом. Из-за высокого духовного настроя в песнях, джаз не переставал терять своей популярности и после окончания войны. Такие песни, как «Тёмная ночь» Никиты Богословского, «Вечер на рейде» Василия Соловьёва-Седого, живут и по сей день не только как произведения песенного жанра, но и как инструментальные джазовые композиции.
На фронтах выступали эстрадные и джазовые оркестры Александра Варламова, Александра Цфасмана, Виктора Кнушевицкого, Бориса Карамышева, Клавдии Шульженко, Дмитрия Покрасса, Леонида Утёсова, Исаака Дунаевского, Бориса Ренского, Юрия Лаврентьева, Якова Скоморовского, Николая Минха и др.

#### Джаз после Второй мировой войны
В послевоенные годы джаз продолжает своё активное развитие, постепенно переходя от песенных форм джаза к разнообразным инструментальным. Наряду с оркестрами, которые продолжали традиции лучших музыкальных коллективов старшего поколения, появляются небольшие ансамбли, исполняющие импровизационную джазовую музыку.
В 1945 году на следующий день после объявления победы над фашистской Германией и об окончании Великой Отечественной войны был организован Эстрадный оркестр Ленинградского радио под руководством композитора Николая Минха. В программу оркестра входили не только классическая джазовая музыка, но и множество современных песен советских композиторов, благодаря в исполнении оркестра которые впоследствии обретали всесоюзную популярность. В том же году Кнушевицкий и музыканты-фронтовики создают Эстрадный оркестр Всесоюзного радио, впоследствии переименованный в Эстрадно-симфонический оркестр Центрального телевидения и Всесоюзного радио и на долгие годы ставший главным в стране музыкальным коллективом подобного рода благодаря сопровождению известных эстрадных певцов и исполнению инструментальной музыки разного характера, от лёгких эстрадных пьес до крупных сложных академических сочинений. Позднее в структуре Гостелерадио появились ещё два похожих коллектива: эстрадный оркестр «Голубой экран» под управлением Бориса Карамышева и оркестр симфонической и эстрадной музыки под управлением Александра Михайлова.
В 1946 году Александр Цфасман при театре «Эрмитаж» в Москве создал большой эстрадный оркестр «Симфоджаз». В этот оркестр пришло много талантливых молодых музыкантов — выпускников Московской государственной консерватории, впоследствии которые виднелись в числе лучших инструменталистов советской эстрады. Многие музыкальные композиции, такие как «Весёлый вечер», «Ожидание», «Всегда с тобой» вошли в историю советского джаза, не теряя своей популярности и поныне.
В связи с негативным отношением к современной зарубежной музыкальной культуре в конце 40-х годов, Леонид Утёсов предложил ввести новые названия, заменив термин «джазовый» на «эстрадный». С этого времени в Советском Союзе большие концертные оркестры стали называться эстрадными или эстрадно-симфоническими.

### Джаз сегодня
В нынешнее время самым известным оркестром, исполняющим джазовую и эстрадную музыку, является «Фонограф-Симфо-Джаз» — большой коллектив музыкантов, организованный заслуженным артистом России Сергея Жилина.